# Ericeia euryptera
Ericeia euryptera là một loài bướm đêm trong họ Erebidae.